# Pornodarsteller

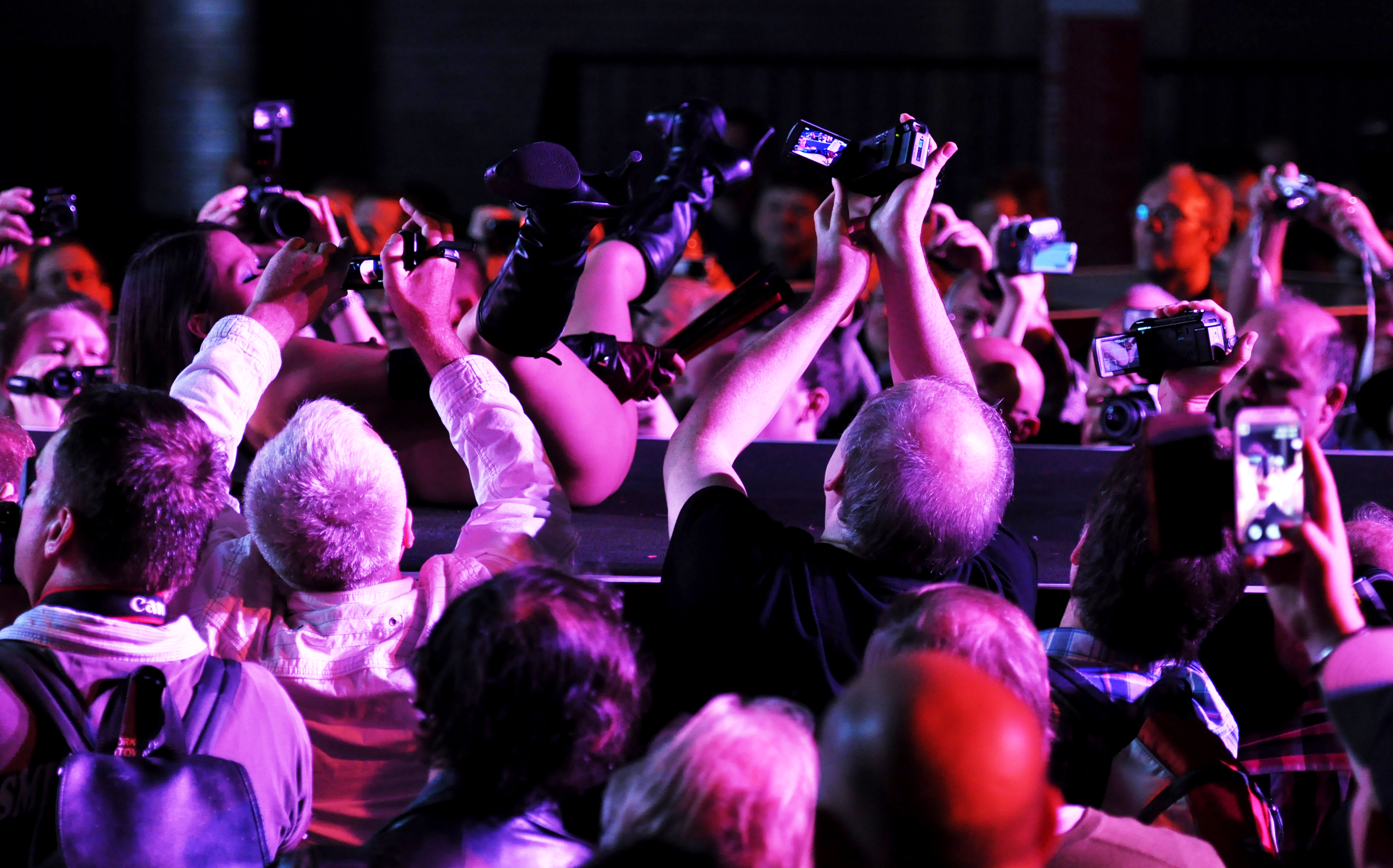
Die Venus-Award-Gewinnerin und Pornodarstellerin PussyKat bei einer Liveshow auf der Venus Berlin 2014. Die Darstellerin masturbiert mit einem Fächer und präsentiert sich auf diese Weise dem Publikum.

Ein Pornodarsteller ist eine Person, die Sexualpraktiken für interessierte fremde Betrachter zeigt. Diese werden meist für Video- und Printmedien sowie für das Internet aufgenommen. Vereinzelt kommen auch Live-Darbietungen auf einer Bühne vor. Für besonders populäre Darsteller sind Begriffe wie Pornostar oder Pornoqueen gebräuchlich.

## Geschichte

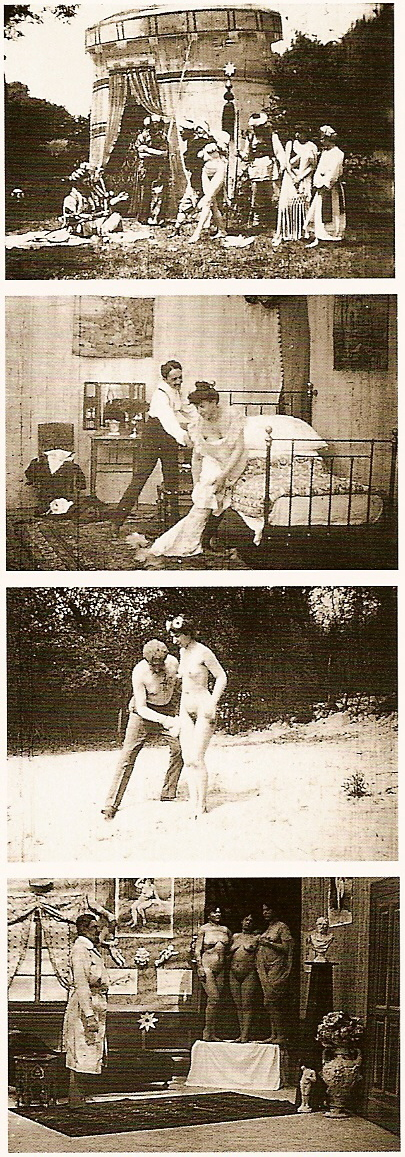
Bilder aus verschiedenen Filmen Johann Schwarzers um das Jahr 1906

### Anfänge
Die Geschichte des Berufes Pornodarsteller ist eng verknüpft mit der Geschichte des Pornofilms. Einer der ersten nachweisbaren Filme ist die französische Produktion Zum goldenen Ecu oder Die gute Herberge aus dem Jahr 1908. Seit den 1920er-Jahren kommen weitere Stummfilme aus diesem Bereich hinzu. In dieser Phase des Pornofilms lassen sich die Akteure allerdings nicht als Darsteller im Sinne eines Berufs erfassen.
Die Folgen der gesellschaftlichen Umwälzungen von 1968 ebnen langsam den Weg für die Schauspielerei in einem bestimmten Genre. Nachdem die 68er-Bewegung mit ihrer Freie-Liebe-Bewegung und Reporte wie der von Alfred Charles Kinsey einen öffentlichen Raum für Sexualität geschaffen hatten, wird in Deutschland mit den Aufklärungsfilmen Oswalt Kolles erstmals der Bedarf an Schauspielern geschaffen, die Haut in Verbindung mit Sexualität und deren Ausübung zeigen. Durch den pädagogischen und wissenschaftlichen Anspruch seiner Filme und das Fehlen pornografischer Szenen handelt es sich aber nicht um Pornografie.

### Geschichte seit 1972
Als erste öffentlich wahrgenommene Schauspielerin, die sich auf das Genre Pornofilm spezialisiert hat, tritt 1972 Linda Lovelace auf die Bühne. Der Welterfolg Deep Throat verhalf ihr zu internationaler Bekanntheit. Nachdem in den 1970er Jahren in Amerika der Versuch gescheitert war, die Tätigkeit des Pornodarstellers als Prostitution zu definieren und somit zu kriminalisieren, entstand nun die Tätigkeit bzw. der Beruf des Pornodarstellers. Die Abgrenzung vom Beruf des regulären Schauspielers erfolgte sekundär durch gesellschaftliche Sanktion.
In West-Deutschland wurde die Pornografie 1975 legalisiert und somit ein im Vergleich zu heute relativ kleiner Arbeitsmarkt für Pornodarsteller geschaffen. Das Vorführen von Pornofilmen war nur in eigens für Erwachsene und zu diesem Zweck gedachten Sexkinos erlaubt. Dadurch wurden Angebot und Nachfrage klein gehalten. Gleiches gilt für die USA. Pornodarsteller an sich, also Personen, die im Hardcore-Bereich tätig sind, wurden bis zum Ende der 1980er Jahre nicht vom öffentlichen Leben beachtet und aus ihm verdrängt. Auch wenn die Tätigkeit legal war, so war sie doch verdrängt und geächtet, ähnlich wie die Prostitution oder der Pornofilm an sich.
Der Siegeszug der Videotechnik in den 1980er Jahren brachte eine deutliche Vergrößerung der Produktion und somit des Arbeitsmarktes für Pornodarsteller mit sich. Prominente aus dieser Zeit sind u. a. Teresa Orlowski, Sibylle Rauch und Traci Lords.

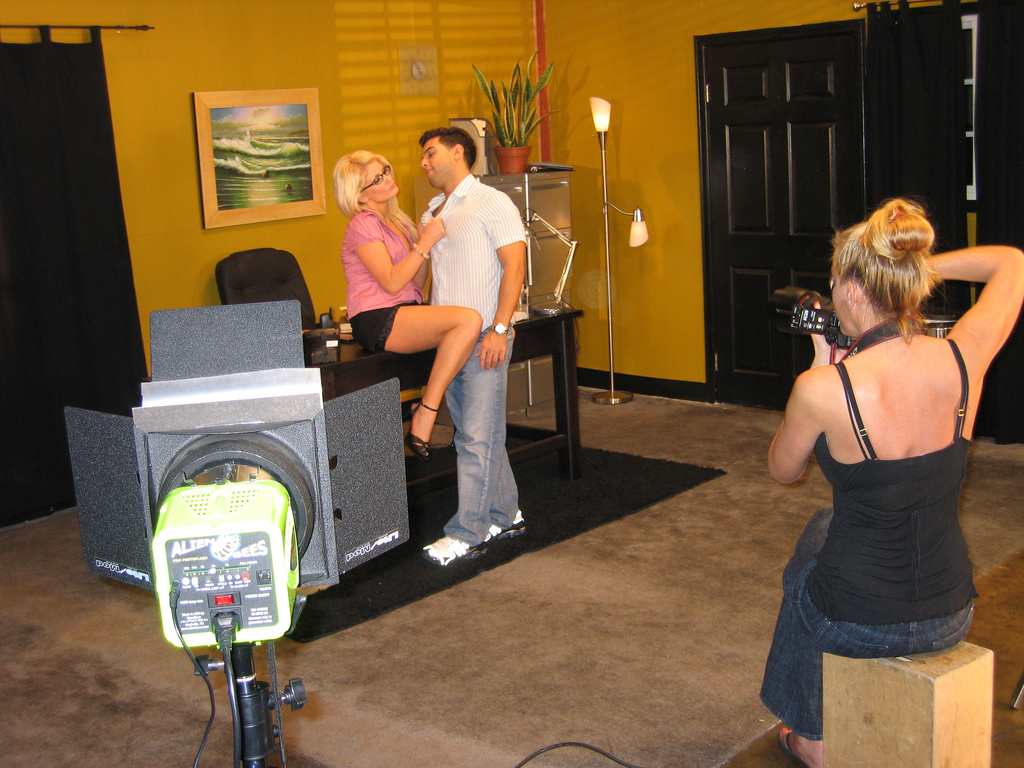
Darsteller am Set eines Pornofilms (2007)

Der Boom der Branche seit den 1990er Jahren verbreiterte den Arbeitsmarkt kontinuierlich. Zudem widerfährt Pornodarstellern seit der Gründung des Privatfernsehens eine zunehmende allgemein-mediale Aufmerksamkeit. Sein offener und voyeuristischer Umgang mit Tabuthemen brachte nun auch den Bereich Pornofilm und somit Pornodarsteller in die mediale Öffentlichkeit. Michaela Schaffrath oder Dolly Buster haben sich zumindest als Late-Night-Talkshow-Gäste etabliert und sind als solche akzeptiert. Auch Reportagen für die Sendezeit nach 22 Uhr beschäftigen sich gerne mit dem Thema.
Einen weiteren Einschnitt in das Berufsbild bringt die Weiterentwicklung des Internets seit dem Ende der 1990er Jahre mit sich. Die Webcam-Technologie führte dazu, dass Webcam-Chats auf den Markt kamen. Hier zeigen Darsteller erotische oder pornografische Inhalte in eigener Regie bzw. in Interaktivität mit dem Kunden.

### Generation Porno
Bedingt durch das Phänomen Generation Porno steigt der Konsum von Pornofilmen und damit der Verbrauch bzw. Bedarf von Darstellern. In Pornofilmen wurden im Laufe der Zeit immer extremere Sexualpraktiken gezeigt – so gehört heute etwa Analverkehr zum Standard. Gleichzeitig nimmt zudem die Gewalt gegenüber den Pornodarstellern in diesen Filmen zu.

## Rechtliche Rahmenbedingungen

### Deutschland
Gemäß §180 StGB muss ein Darsteller volljährig sein. Dies konnte allerdings nicht den Vertrieb von im Ausland produzierter Pornografie mit minderjährigen oder auch nur scheinbar minderjährigen (sogenannten scheinjugendlichen) Darstellern verhindern. Daher wurde aufgrund einer Rahmenrichtlinie der EU von 2003 das Strafgesetzbuch mit Wirkung zum 5. November 2008 durch Änderung von §184b und Neuaufnahme von §184c dahingehend ergänzt, dass auch die Verbreitung solcher pornographischer Schriften (und damit nach § 11 StGB auch Filmen, Bildern und dergleichen) strafbewehrt ist, die sexuelle Handlungen an Kindern und Jugendlichen wiedergeben oder wirklichkeitsnah darstellen. Das bedeutet, dass Pornodarsteller nicht nur tatsächlich volljährig sein müssen, sondern auch deutlich als solche erkennbar sein sollten. Abgesehen von dieser Regelung für Scheinjugendliche ist entsprechend zur Verbreitung auch der bloße Besitz kinder- und jugendpornografischer Schriften strafbar.
Eine Übertragung von Krankheiten kann in Deutschland sowohl strafrechtliche als auch zivilrechtliche Folgen haben.
Das Bundesverfassungsgericht stellte in der Mutzenbacher-Entscheidung vom 27. November 1990 fest, dass eine klare Trennung von Kunst und Pornografie nicht möglich ist. Unabhängig davon ist weiterhin die Definition des OLG Düsseldorf einschlägig. Danach handelt es sich bei Pornografie um „grobe Darstellungen des Sexuellen, die in einer den Sexualtrieb aufstachelnden Weise den Menschen zum bloßen, auswechselbaren Objekt geschlechtlicher Begierde degradieren. Diese Darstellungen bleiben ohne Sinnzusammenhang mit anderen Lebensäußerungen und nehmen spurenhafte gedankliche Inhalte lediglich zum Vorwand für provozierende Sexualität“.
Da Pornografie in Deutschland nicht als Kunst definiert wird, werden Pornodarsteller auch nicht als Mitglieder in der Künstlersozialkasse aufgenommen. Dies bedeutet, dass Pornodarsteller sozialversicherungsrechtlich bzw. steuerrechtlich wie Freiberufler oder Selbstständige behandelt werden.

### Schweiz
In der Schweiz ist es erlaubt, mit 16 Jahren als Pornodarsteller aufzutreten. Es ist aber ein Arbeitsvertrag nötig (Sozialleistungen), der von den Eltern unterschrieben werden muss.

### USA
Die Darsteller von Pornofilmen können in aller Regel nicht Mitglied der Schauspielergewerkschaft werden. Alternativ steht ihnen die 1998 gegründete Adult Industry Medical Health Care Foundation und Adult Industry Assistance Fund zur Verfügung.

## Gesundheit
Pornodarsteller tragen durch ihr beruflich bedingtes Sexualverhalten ein erhöhtes Risiko, sich mit sexuell übertragbaren Erkrankungen zu infizieren. Dadurch, dass sie häufig ungeschützten Geschlechtsverkehr mit vielen und ständig wechselnden Partnern haben, steigt nicht nur das Risiko, sich mit HIV zu infizieren, sondern auch Hepatitis und andere Krankheiten, die ein teilweise erhebliches Gesundheitsrisiko darstellen, können leicht übertragen und verbreitet werden.
Des Weiteren tragen besonders riskante Sexpraktiken zu einer Erhöhung des Infektionsrisikos bei. Hierzu zählt z. B. ungeschützter Analverkehr. Safer Sex, also die Verwendung von Kondomen, hat etwa seit dem Jahre 2000 deutlich abgenommen. Seit 2006 beginnt sich allerdings in Frankreich auf politischen Druck ein  Gegentrend hin zur Förderung von Safer-Sex-Produktionen abzuzeichnen.

### HIV
Eine jüngere Problematik stellt die Tendenz dar, häufiger Szenen zu drehen, die nicht mehr mit dem üblichen Cumshot auf Bauch, Rücken oder Gesicht enden, sondern damit, dass Sperma in Vagina oder Anus verbracht wird (sogenannter Creampie), was das Risiko einer möglichen Übertragung von HI-Viren für den „Empfänger“ der Samenflüssigkeit um ein Vielfaches potenziert. Aber auch die Schleimhäute im Auge ermöglichen es den HI-Viren, in den Körper einzudringen. Auch infiziertes Sperma, welches in den Mund gelangt, kann zu einer HIV-Übertragung führen, insbesondere bei kleineren Wunden am Zahnfleisch. Das Risiko ist beim Schlucken höher, weil die Rachenschleimhaut viel dünner und empfindlicher als die relativ robuste Mundschleimhaut ist. Die Rachenschleimhaut kann Viren leichter aufnehmen. Daher sollte Sperma zur Verminderung des Infektionsrisiko nicht geschluckt, sondern unmittelbar sofort wieder ausgespuckt werden. Beim vaginalen Oralverkehr (Cunnilingus) hängt das Infektionsrisiko von der Sekretionsmenge ab; es ist gering bis sehr gering.
Da auch negative HIV-Tests keine absolute Sicherheit bieten – sie spiegeln lediglich den Stand von vor drei Monaten oder drei Wochen sicher wider –, bleibt allen Beteiligten nur, sich auf die strikte Einhaltung der Safer-Sex-Regeln außerhalb des Drehbereiches selbst zu verpflichten.
Eine Internetseite, welche Todesfälle amerikanischer Pornodarsteller auflistet, vermerkt ca. 100 Todesfälle durch AIDS. Hierbei werden einige Selbstmorde HIV-infizierter Darsteller nicht mitgezählt. Die Todesfälle ereigneten sich überwiegend in den 1990er Jahren, aber auch in den 2000er Jahren sind bereits zehn Darsteller an AIDS verstorben. Es handelt sich überwiegend um Männer aus dem Gaybereich.

### Skandale und Infektionen
Im Jahre 1986 kam es in den USA zu ersten Aidserkrankungen in der Pornoindustrie. Die bekanntesten Opfer waren John Holmes und Al Parker. Besonders problematisch war, dass sie ihre Infektion verheimlichten und bis zum Tode weiter Filme drehten, wodurch andere Darsteller gefährdet wurden.
Im Jahre 1998 wurde bekannt, dass Marc Wallice sechs weibliche Akteure mit HIV infiziert hatte. Dies führte zu der Gründung der Adult Industry Medical Health Care Foundation.
Das San Fernando Valley in Kalifornien wurde 2004 durch einen HIV-Skandal erschüttert. Der Schauspieler Darren James brachte von einem Dreh in Brasilien das Aidsvirus in das Zentrum der amerikanischen Pornoindustrie. Bei einem Dreh am 24. März 2004 übertrug James das Virus auf drei Kolleginnen: Jessica Dee, Miss Arroyo und die 19-jährige Neueinsteigerin Lara Roxx. Als sich am 13. April die Nachricht von den Infektionen verbreitete, stand die Produktion einen Monat still, da nun – dem Dominoprinzip folgend – alle Darsteller, die wiederum mit den positiv getesteten Personen Geschlechtsverkehr gehabt hatten, unter Quarantäne gestellt werden mussten. Allein bei James handelte es sich nach der ersten Produktion seit seiner Rückkehr um 14 Frauen. Zwei Wochen später entpuppte sich der Produktionsstopp jedoch als Farce, da viele Studios tatsächlich heimlich weiter produzierten. Auch der zur gleichen Zeit von Pornostar Jenna Jameson gegründete Adult Industry Assistance Fund konnte die teilweise von Scheck zu Scheck lebenden Darsteller ohne Rücklagen nicht hinreichend versorgen, so dass viele Studios  mit Darstellern weiterarbeiteten, die sich nicht auf den Quarantänelisten befanden.
Anfang 2008 wurde bekannt, dass sich mehrere junge schwule Darsteller des Labels Icreme während eines Drehs in Südfrankreich mit dem Virus infiziert hatten. Besonders bedenklich war, dass das Label keine zeitnahen Tests verlangt hatte, allein um Geld zu sparen.

### Andere Krankheiten
Weitere Krankheiten, welche häufiger bei Pornodarstellern anzutreffen sind: Hepatitis, Gonorrhö, Syphilis, Chlamydien, Trichomoniasis. Aufgrund der Unterschätzung dieser Krankheiten kommt es des Öfteren zu Epidemien, z. B. 2007 in Prag.
Die Suizidrate unter Pornodarstellern liegt über dem Bevölkerungsdurchschnitt. Die Auswertung der Todesfälle wird durch eine Vielzahl an Überdosen von Betäubungsmitteln, bei welchen unklar ist, ob Selbsttötungsabsicht vorliegt, und unklaren Todesfällen erschwert.

### Prävention
In Deutschland hat der Öffentliche Gesundheitsdienst die Pflicht, über Geschlechtskrankheiten aufzuklären (§ 9 ÖGDG). Darüber hinaus ist er durch das Infektionsschutzgesetz (§ 19 IfSG v. 1. Januar 2001) beauftragt, Bevölkerungsgruppen, die von sexuell übertragbaren Erkrankungen betroffen sein können, verstärkt mit Beratungs- und Untersuchungsangeboten zu betreuen. Auch eine aktive Informationspflicht ist vorhanden (§ 3 IfSG). Zu den Risikogruppen gehören auch Pornodarsteller. Neben kostenlosem Informationsmaterial, Beratungsangeboten und HIV-Tests, bieten diese auch gegen geringe Entgelte Untersuchungen zu allen anderen Geschlechtskrankheiten an.
In Deutschland darf der HIV-Test nicht älter als zwei bis drei Wochen sein und der Hepatitis-Test nicht älter als zwei Monate. Somit ist zumindest das Risiko einer Infektion mit den letalen sexuell übertragbaren Krankheiten gemindert, aber nicht ausgeschlossen.
In den USA gründete Sharon Mitchell nach ihrem Ausstieg aus der Pornobranche und dem Medizinstudium die Adult Industry Medical Health Care Foundation in Los Angeles. Es wurde eine eigene Klinik in San Fernando Valley gegründet, die sich besonders auf die HIV-Diagnostik spezialisiert hat. In der Zeit von 1998 bis 2001 diagnostizierte die Klinik elf Fälle von HIV-Neuinfektionen unter den Patienten. Bei einem Testvolumen von 400 bis 500 Tests pro Monat und einer umfangreichen Datenbank wird laut AIM eine relativ hohe Sicherheit bezüglich einer HIV-Infektion innerhalb des San Fernando Valley gewährt.
Initiativen von Abgeordneten, wie Paul Koretz, zur Kondompflicht sowie die Überlegungen zu entsprechenden gesetzlichen Regelungen, blieben bisher ohne Ergebnis.

### Standpunkte
Nach einer Häufung von HIV-Fällen ordnete Steven Hirsch für die von ihm gegründete Firma Vivid 1998 eine Kondompflicht an, diese wurde aber Anfang 2006 aufgegeben. Laut Hirsch passten Kondome nicht in die Phantasiewelt der Erotik. Stattdessen sehe man die HIV-Gefahr als gebannt an. Die umfangreichen Kontrollen, die in Zusammenarbeit mit der Adult Industry Medical Clinic eingeführt wurden, sollten eine ausreichende Sicherheit bieten. Hingegen herrscht bei der Konkurrenzfirma Wicked Pictures seit 2004 eine strikte Kondompflicht.
Die Beate Uhse AG berichtet, dass sie zu der Erkenntnis gekommen sei, dass Safer-Sex-Filme nicht nachgefragt würden und schon deshalb nicht angeboten werden könnten, weil sie keiner produzieren wolle. Entsprechend bleibt den meisten Darstellern keine andere Wahl, als Bareback-Szenen zuzustimmen.
Der über Satellit und Kabel empfangbare französische TV-Sender Canal+ war lange Zeit der einzige europäische Sender, der sich beim Ankauf von Senderechten für neu produzierte Porno-Filme freiwillig für Safer-Sex-Produkte entschied. Seit dem 1. Januar 2007 gilt nun auf Anweisung der französischen Regulierungsbehörde CSA (Conseil Supérieur de l’Audiovisuel) für alle französischen Kabelsender Kondompflicht.

## Voraussetzungen für Pornodarsteller
Der Darsteller sollte einen telegenen und belastbaren Körper haben. Weil die Konsumenten vorwiegend männlich sind, wird von weiblichen Darstellern oft höhere Attraktivität als von männlichen verlangt. Männer müssen über eine gut funktionierende erektile Potenz verfügen. Die Dreharbeiten/Fotoshootings finden oft in einer für den Darsteller schwierigen Atmosphäre statt (Scheinwerfer, Kamera, Mikrofon, Filmteam als Zuschauer, kühle Räume) und die Produktion einer Sexszene kann über eine Stunde dauern. Daher müssen männliche Darsteller lange und in jeder Umgebung ihre Erektion halten sowie schließlich ejakulieren können. Hilfreich kann ein ausgeprägtes Selbstbewusstsein und Exhibitionismus sein. Zudem sind viele männliche Pornodarsteller Dauerkonsumenten von PDE-5-Hemmern („Viagra“).
Je nach Genre des Pornofilmes kann es notwendig sein, schauspielerische Fähigkeiten zu besitzen. Features verfügen über eine Handlung, in der Personen charakterisiert und eine Geschichte erzählt wird. Demgegenüber stehen die Gonzos, welche aus reinen Sexszenen bestehen.

## Auszeichnungen

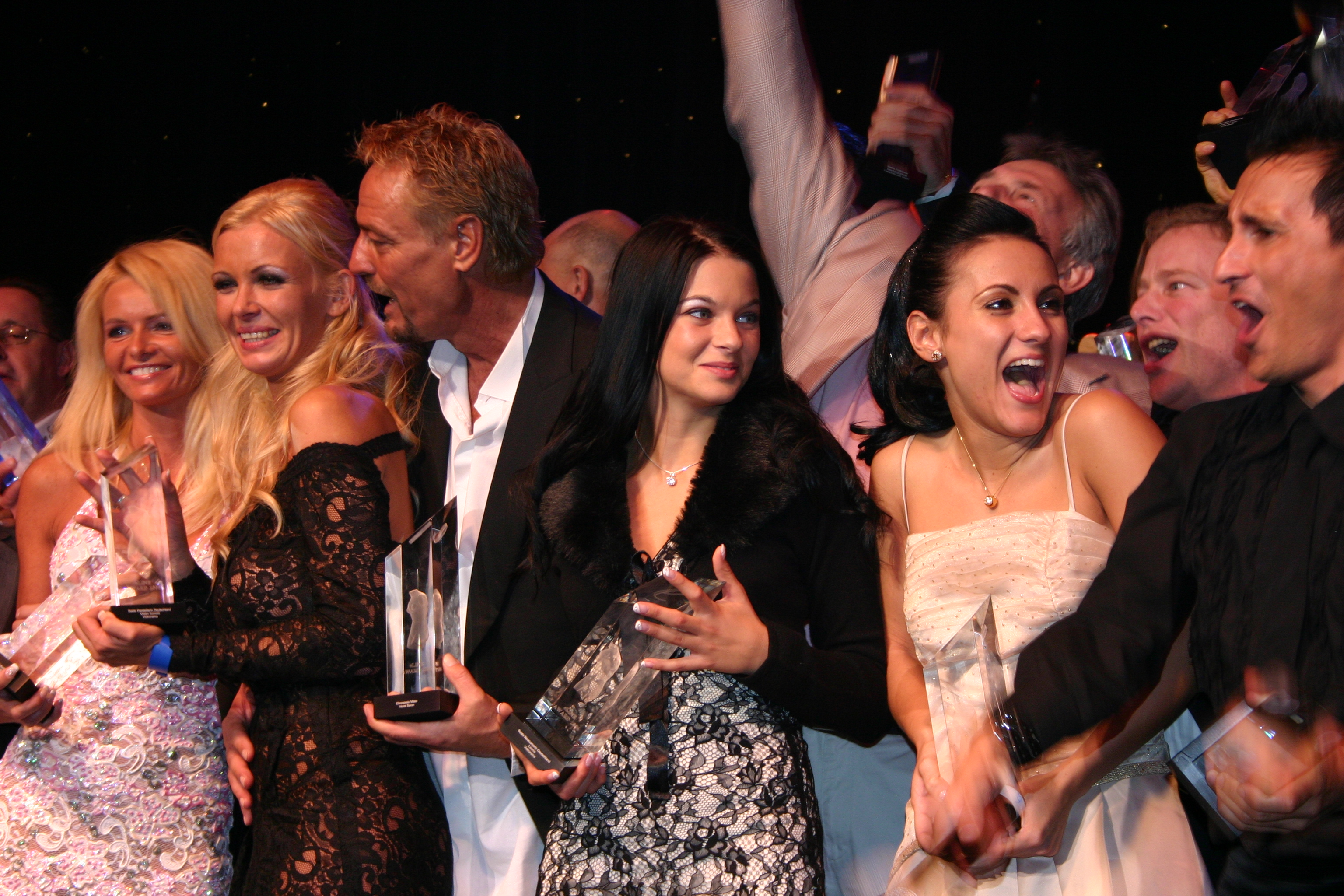
Einige Gewinner des Eroticline Awards 2006 im Hotel Estrel Berlin

In Deutschland wird jährlich im Rahmen der Fachmesse Venus Berlin der Venus Award in zahlreichen Kategorien vergeben. Dieser war von 2005 bis 2009 durch den Eroticline Award ersetzt, der seit 2009 als Erotixxx Award bekannt ist und seit 2011 auf der eroFame-Messe in Hannover vergeben wird.
In den USA werden jährlich der AVN Award, der XRCO Award, der XBIZ Award, und der NightMoves Award vergeben. Der GayVN Award wurde seit 2011 nicht mehr veranstaltet. Die AVN Awards gelten als die Oscars der Pornobranche und als anerkanntester internationaler Titel.
Neben diesen Auszeichnungen gibt es viele weitere nationale und internationale Titel. Eine Auswahl von Preisen findet sich in der Kategorie Pornofilmpreis.